# マーク・ブダスカ
マーク・デビッド・ブダスカ（Mark David Budaska, 1952年12月27日 - ）は、アメリカ合衆国ペンシルベニア州マーサー郡シャロン出身の元プロ野球選手（外野手）、野球指導者。左投両打。
NPBでの登録名はマーク。

## 経歴
1973年5月11日にオークランドアスレチックスとマイナー契約。
1978年にメジャーデビュー。
1982年に当時の横浜大洋ホエールズに入団。登録名はマーク。同年で解雇。
帰国後は、カリフォルニア州マリナ・デル・レイで、ダイヤモンドの輸入・カット業を営む。
1991年には、映画『ドリーム・ゲーム/夢を追う男』に出演した。
1998年からは台湾に渡り、高屏生活雷公（1999年まで）と嘉南勇士（2000年のみ）でコーチを歴任した。
2001年からはアメリカに戻ってボストン・レッドソックス傘下やセントルイス・カージナルス傘下などのマイナーでコーチを務めた。
2017年6月9日、家庭の事情により休養したカージナルスの打撃コーチ補佐のビル・ミラーの代行となり、約2週間後の27日にミラーが復帰するまで務めた（以降はAAA級メンフィス・レッドバーズの打撃コーチに復帰）。
2018年7月15日、前日に打撃コーチのジョン・メイブリーが解任されたため、後任となった。
2019年8月13日に解任された。

## 詳細情報

### 年度別打撃成績
| 年 度    | 球 団    | 試 合 | 打 席 | 打 数 | 得 点 | 安 打 | 二 塁 打 | 三 塁 打 | 本 塁 打 | 塁 打 | 打 点 | 盗 塁 | 盗 塁 死 | 犠 打 | 犠 飛 | 四 球 | 敬 遠 | 死 球 | 三 振 | 併 殺 打 | 打 率 | 出 塁 率 | 長 打 率 | O P S |
| -------- | -------- | ----- | ----- | ----- | ----- | ----- | -------- | -------- | -------- | ----- | ----- | ----- | -------- | ----- | ----- | ----- | ----- | ----- | ----- | -------- | ----- | -------- | -------- | ----- |
| 1978     | OAK      | 4     | 5     | 4     | 0     | 1     | 1        | 0        | 0        | 2     | 0     | 0     | 0        | 0     | 0     | 1     | 0     | 0     | 2     | 0        | .250  | .400     | .500     | .900  |
| 1981     | OAK      | 9     | 36    | 32    | 3     | 5     | 1        | 0        | 0        | 6     | 2     | 0     | 1        | 0     | 0     | 4     | 0     | 0     | 10    | 0        | .156  | .250     | .188     | .438  |
| 1982     | 大洋     | 86    | 236   | 212   | 18    | 44    | 5        | 0        | 3        | 58    | 17    | 1     | 2        | 1     | 1     | 21    | 3     | 1     | 59    | 0        | .208  | .281     | .274     | .555  |
| MLB：2年 | MLB：2年 | 13    | 41    | 36    | 3     | 6     | 2        | 0        | 0        | 8     | 2     | 0     | 1        | 0     | 0     | 5     | 0     | 0     | 12    | 0        | .167  | .268     | .222     | .490  |
| NPB：1年 | NPB：1年 | 86    | 236   | 212   | 18    | 44    | 5        | 0        | 3        | 58    | 17    | 1     | 2        | 1     | 1     | 21    | 3     | 1     | 59    | 0        | .208  | .281     | .274     | .555  |

### 記録
NPB
- 初出場・初先発出場：1982年4月3日、対阪神タイガース1回戦（横浜スタジアム）、7番・右翼手で先発出場
- 初本塁打：1982年8月7日、対阪神タイガース16回戦（平和台球場）、7回表に藤原仁から2ラン

### 背番号
- 17（1978年）
- 13（1981年 - 同年途中）
- 15（1981年途中 - 同年終了）
- 34（1982年、1998年 - 2000年）
- 79（2017年）
- 58（2018年 - 2019年）